# 贝特尔恩
贝特尔恩是德国下萨克森州的一个市镇。总面积17.67平方公里，总人口1008人，其中男性486人，女性522人（2011年12月31日），人口密度57人/平方公里。